# La Campana, Guanajuato
La Campana är en ort i Mexiko.   Den ligger i kommunen San Miguel de Allende och delstaten Guanajuato, i den centrala delen av landet, 220 km nordväst om huvudstaden Mexico City. La Campana ligger 2 233 meter över havet och antalet invånare är 916.
Terrängen runt La Campana är huvudsakligen kuperad, men åt nordost är den platt. Runt La Campana är det ganska tätbefolkat, med 111 invånare per kvadratkilometer. Närmaste större samhälle är San Miguel de Allende, 13,7 km nordväst om La Campana. I omgivningarna runt La Campana växer huvudsakligen savannskog.